# Rudnia-Żurawlowa
Rudnia-Żurawlowa lub Żurawlewa Rudnia (biał. Жураўлёва Рудня, Żuraulowa Rudnia, ros. Рудня Журавлёва, Rudnia Żurawlowa) – wieś na Białorusi, w obwodzie homelskim, w rejonie brahińskim, w sielsowiecie Uhły.

## Położenie
Wieś znajduje się 18 km na północ od Brahina, 35 km od stacji kolejowej Chojniki (na odgałęzieniu Wasilewicze-Chojniki od linii Kalinkowicze-Homel), 148 km od Homla, nad rzeką Brahinka. Połączenie drogowe poprzez wiejską drogę lokalną, a następnie drogą łączącą Brahin z drogą Łojów-Rzeczyca.

## Charakterystyka
Wieś w 2004 roku liczyła 66 gospodarstw i 189 mieszkańców. Jej plan składa się z prostoliniowej ulicy przechodzącej przez centrum, do której pod kątem prostym ze wschodu dochodzi krótka, szeroka ulica z zaułkiem. Zabudowa miejscowości jest drewniana, tradycyjnie wiejska. Znajduje się w niej centrum kołchozu im. W. Czkałowa, klub, biblioteka, punkt felczersko-akuszerski, węzeł łączności, warsztat krawiecki, sklep. W pobliżu wsi znajdują się złoża rudy żelaza i torfu.

## Historia
Na podstawie źródeł pisanych miejscowość znana jest od XVI wieku jako wieś Rudnia w Królestwie Polskim. Po II rozbiorze Polski w 1793 roku znalazła się w składzie Imperium Rosyjskiego. W 1850 roku stanowiła własność hrabiny Rokickiej, liczyła 15 gospodarstw i 125 mieszkańców. W 1888 roku znajdowała się w powiecie rzeczyckim, w 1. okręgu policyjnym, w gminie Brahin i liczyła 19 osad pełnodziałowych. Według spisu powszechnego z 1897 roku znajdował się w niej 35 gospodarstw i 226 mieszkańców. W 1908 roku wchodziła w skład wołosti ruczajowskiej powiatu rzeczyckiego guberni mińskiej, liczyła 40 gospodarstw i 241 mieszkańców. W 1921 roku znajdowało się w niej 19 budynków. Od 8 grudnia 1926 do 30 grudnia 1927 roku stanowiła centrum administracyjne sielsowietu Żurawlewa Rudnia, który najpierw wchodził w skład rejonu łojowskiego, od 4 sierpnia 1927 roku – rejonu brahińskiego okręgu rzeczyckiego, a od 9 czerwca 1927 roku – okręgu homelskiego Białoruskiej SRR. W 1930 roku znajdowało się w niej 59 gospodarstw, 361 mieszkańców i 716 ha ziemi. W 1931 roku we wsi zorganizowano kołchoz. W 1940 roku liczyła 78 gospodarstw i 385 mieszkańców. W czasie II wojny światowej w 1943 roku Niemcy całkowicie spalili wieś i zabili 16 mieszkańców. Według spisu z 1959 roku zamieszkiwało ją 350 osób.